# Georgette Jeanmaire
Pauline Georgette Jeanmaire, née le 13 janvier 1857 et décédée le 6 juin 1968 à l'âge de 111 ans, est une supercentenaire française qui fut, du 10 décembre 1965 au 6 juin 1968, la doyenne des Français. Elle est également la toute première française confirmée à fêter son 111e anniversaire.

## Biographie
Georgette Jeanmaire est née, sous le nom de Pauline Georgette Vitry, le 13 janvier 1857 à Montier-en-Der (Haute-Marne) en tant que l'une des cinq enfants de Louis Vitry et Pauline Lombardot. Elle épouse, en 1877, Arthur Jeanmaire, avec qui elle eut trois enfants. 
Le 6 juin 1968, Georgette Jeanmaire décède à Enghien-les-Bains (Val-d'Oise) à l'âge de 111 ans et 145 jours.

## Record de longévité
Georgette Jeanmaire devint la doyenne des français le 10 décembre 1965, à la suite du décès de la Martiniquaise Ferdinise Nébolle.  Le 13 janvier 1968, elle devint la toute première Française à fêter ses 111 ans. Son âge est validé par l’Organisation européenne des supercentenaires et le LongeviQuest, le 9 janvier 2021,,. 
Après le décès de John Mosley Turner le 21 mars 1968, elle devint la doyenne des Européens et la vice-doyenne de l'humanité, derrière l'Américaine Narcissa Rickman.  
L'une des sœurs de Georgette, Clotilde Hélène Vitry, est décédée quelques mois avant de fêter ses 101 ans. Faisant probablement l'une des paires de sœurs les plus âgées ayant vécu à cette époque,. 